# سمكة القرفة الجزيرية
سمكة القرفة الجزيرية أو إسقمري جزيري (الاسم العلمي: Rastrelliger faughni)، نوع من سمك القرفة وفصيلة الإسقمريات. توجد في منطقة المحيط الهادي الهندي. يبلغ الطول الأقصى المُبلغ عنه 20 سم، والحد الأقصى للوزن المُبلغ عنه هو 0.75 كجم.
منظمة الأغذية والزراعة لم تبلغ عن عمليات صيد تجارية (صيد بإنزال الشباك وجرف الاسماك) لسمكة القرفة الجزيرية، في حين أبلغ الاتحاد الدولي لحفظ الطبيعة عن عمليات صيد سنوية تزيد عن 800000 طن